# ワルツ・スケルツォ (チャイコフスキー)

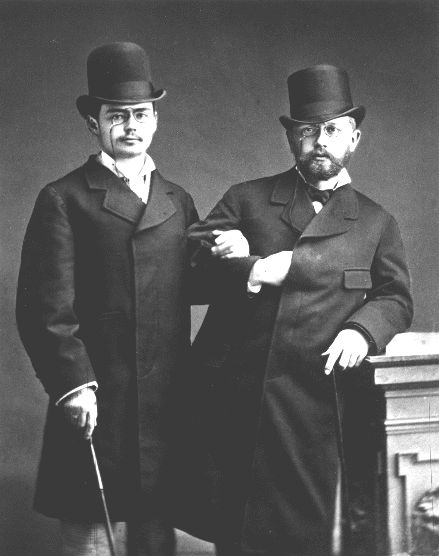
イオシフ・コテックとピョートル・チャイコフスキー

『ワルツ・スケルツォ』 ハ長調 作品34は、ピョートル・チャイコフスキーが1877年に作曲したヴァイオリンと管弦楽のための作品。名前を同じくするピアノ独奏のための2作品、1870年に作品7として書かれた楽曲、及び1889年に書かれて作品番号が付されていない楽曲とは区別が必要である。

## 概要
本作の成立の過程には少々謎が残されている。作曲は1877年の1月から2月にかけて行われたものと思われるが、これは本作の存在を記した最も古い証拠書類となる、1877年2月3日付けでイオシフ・コテックがチャイコフスキーに宛てた書簡から推測されている。コテックはヴァイオリニストであったがモスクワ音楽院在学中はチャイコフスキーに作曲の指導を受け、1876年に卒業していた。また、当時2人が恋人同士であったのははほぼ確実である。
曲は1878年に出版されるとコテックへと献呈された。それまでの間、コテックは1877年にスイスのクラランにチャイコフスキーを訪ね、共にヴァイオリン協奏曲に取り組んでいた。事実、彼に協奏曲に関する直接の霊感を与えたのはコテックの訪問であった。というのも、彼は当時出版されたばかりであったエドゥアール・ラロの『スペイン交響曲』の楽譜を携えていったのだが、これに強く感銘を受けたチャイコフスキーはかねて取り組んでいた作品を脇へやり、ただちに自らのヴァイオリン協奏曲の作曲に着手したのである。コテックから技術面での助言や意見を得て、協奏曲はひと月もかからぬうちに完成を迎えた。一部の文献によると、チャイコフスキーは協奏曲をコテックへ献呈したいと望んでいたが、そのことにより2人の関係性の本質について疑念が持ち上がることになりかねないためにこれを断念したという。そして、その前に書かれていた『ワルツ・スケルツォ』がコテックに献呈されることになった。
コテックからチャイコフスキーへ送られた書簡の中には、コテックが本作の少なくとも一部分についてオーケストレーションを行う栄誉に与ったことが仄めかされているが、チャイコフスキーがしたためた手紙の中ではこれについては全く触れられていない。
初演は1878年9月20日にパリのトロカデロ宮殿で行われたロシア交響楽演奏会において、ポーランドのヴァイオリニストであるスタニスワフ・バルツェヴィツの独奏、ニコライ・ルビンシテインの指揮により行われた。この演奏会は同年開催されたパリ万国博覧会との合同企画であった。バルツェヴィツはコテックと同じくチャイコフスキー門下であり、1892年には作曲者自身の指揮でチャイコフスキーのヴァイオリン協奏曲のポーランド初演を行った人物である。再演が行われたのは1879年12月13日（ユリウス暦 12月1日）のモスクワでのロシア交響楽演奏会、同じく独奏はバルツェヴィツ、指揮はルビンシテインであった。これが本作のロシア初演となった。
初版は作曲者自身によるピアノ伴奏編曲版の形で1878年にユルゲンソン社から出版された。オーケストラパート譜も同年のうちに世に出されている。総譜は作曲者の死後、1895年になるまで出版されることはなかった。

## ベゼキルスキーによる編曲版
チャイコフスキーと同年代のロシア人ヴァイオリニストであるワシリー・ベゼキルスキーは、チャイコフスキーの死後、初版と同じユルゲンソン社から自身の手になる編曲版（ピアノ伴奏による）を出版した。このバージョンでは、ヴァイオリンパートがより技巧的に改変されるだけにとどまらず、全曲を通して大小複数のカットが施され、569小節ある原曲が332小節にまで短縮された。さらに、中間部に置かれたカデンツァの直前には、原曲にないブリッジが挿入されている。
このように、チャイコフスキーによる原曲と大きく異なる形をとるベゼキルスキー版であるが、ヴァイオリニストたちからの圧倒的な支持を得て、原曲よりも頻繁に演奏されることとなる。2020年現在においても、商業録音の大半はこのバージョンが用いられているほか、ジョーゼフ・ギンゴールド校訂版をはじめ、ベゼキルスキー版に基づく楽譜が複数出版されている。

## 演奏時間
約9～10分。ベゼキルスキー版では約6分。

## 楽器編成
フルート2、オーボエ2、クラリネット2（B♭）、ファゴット2、ホルン2（F）、弦五部。

## 楽曲構成
アレグロ（テンポ・ディ・ヴァルス） 3/4拍子 ハ長調
三部形式にカデンツァが付属する形式となっている。16小節の静かな導入に続き、ワルツのリズムに乗って独奏ヴァイオリンが活発な主題を弾き始める（譜例1）。
譜例1
重音奏法を多用した中間エピソードと小さなカデンツァを挟み、譜例1の主題が再現される。中間エピソードの音形を交えたコデッタに続く変イ長調のトリオでは、落ち着いた主題（譜例2）と急速な音型が交代する。
譜例2
トリオの末尾にカデンツァが置かれ、主部の再現を経てコーダとなり、曲は華やかに締めくくられる。ベゼキルスキー版では、譜例1の主題を簡単に示した後、ただちにコーダに入る。